# 암리타 라오
암리타 라오(힌디어: अमृता राव, 영어: Amrita Rao, 1981년 6월 17일 ~ )는 인도의 배우, 모델이다.

## 출연 작품
- 졸리 LLB (2013)
- 숏컷 - 더 콘 이즈 온 (2009)
- 비바 (2006)
- 마스티 (2004)
- 내가 여기 있잖아 (2004)
- 아브 케 바라스 (2002)